# Lijst van Portugese autosnelwegen

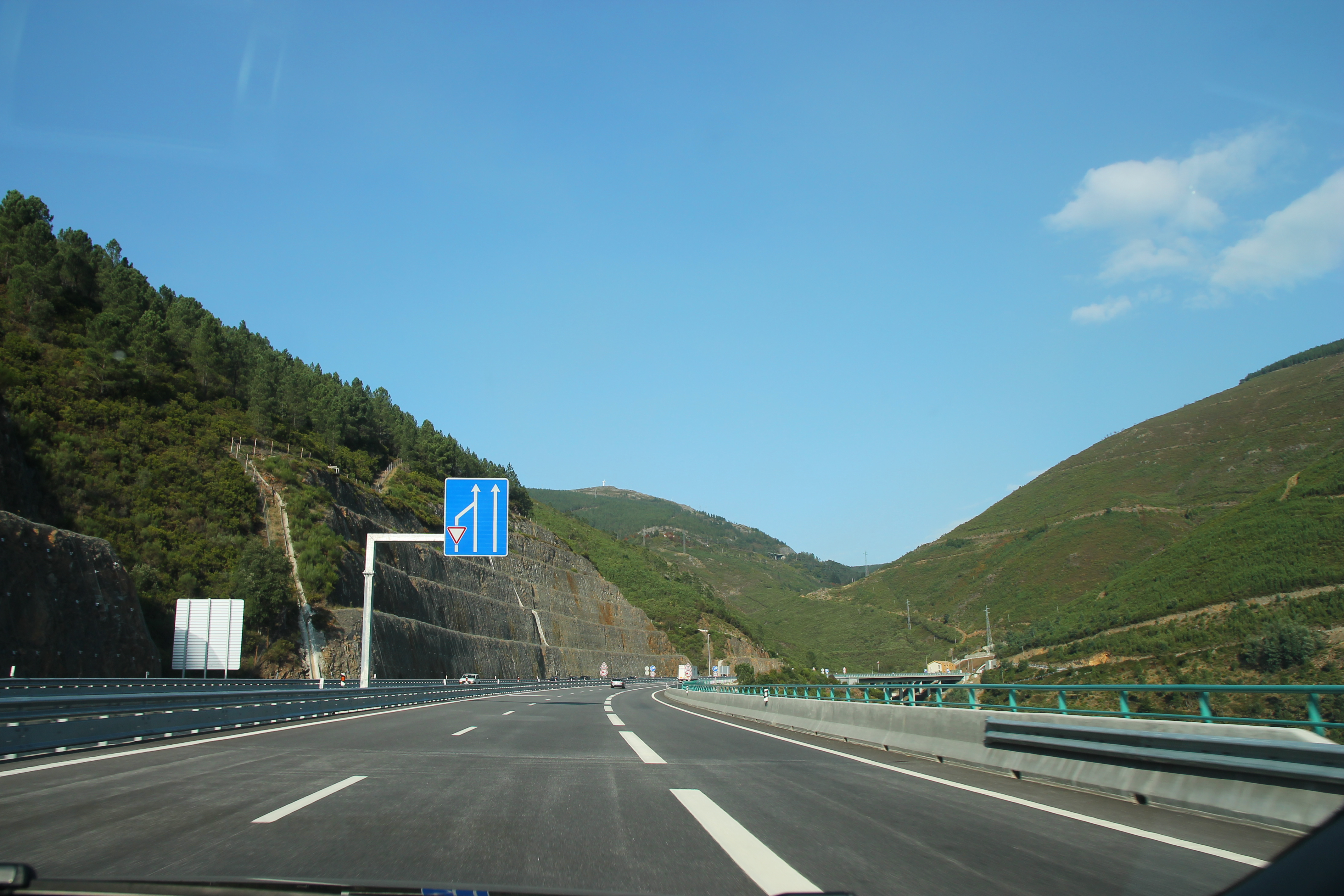
De A4

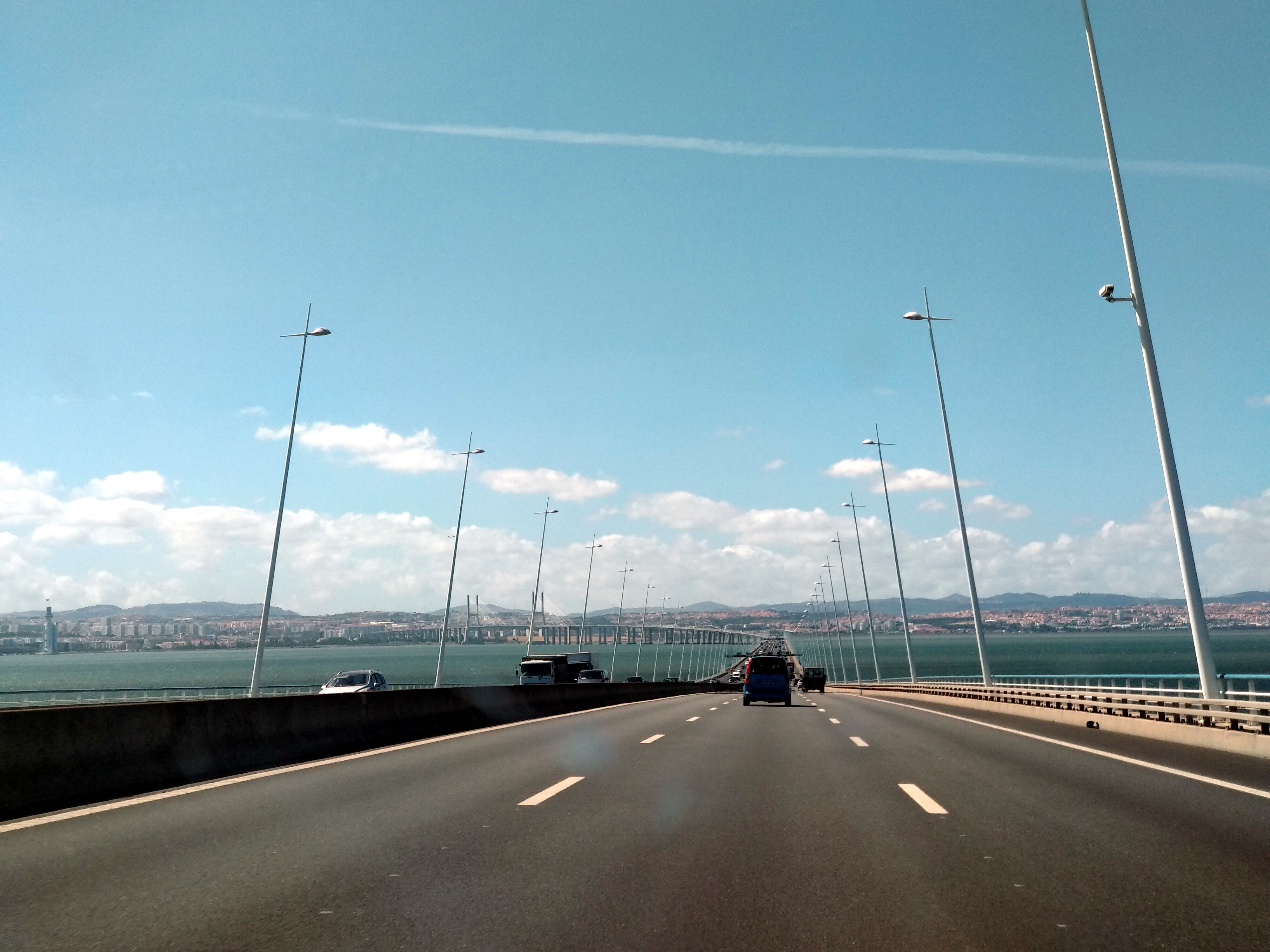
De A12

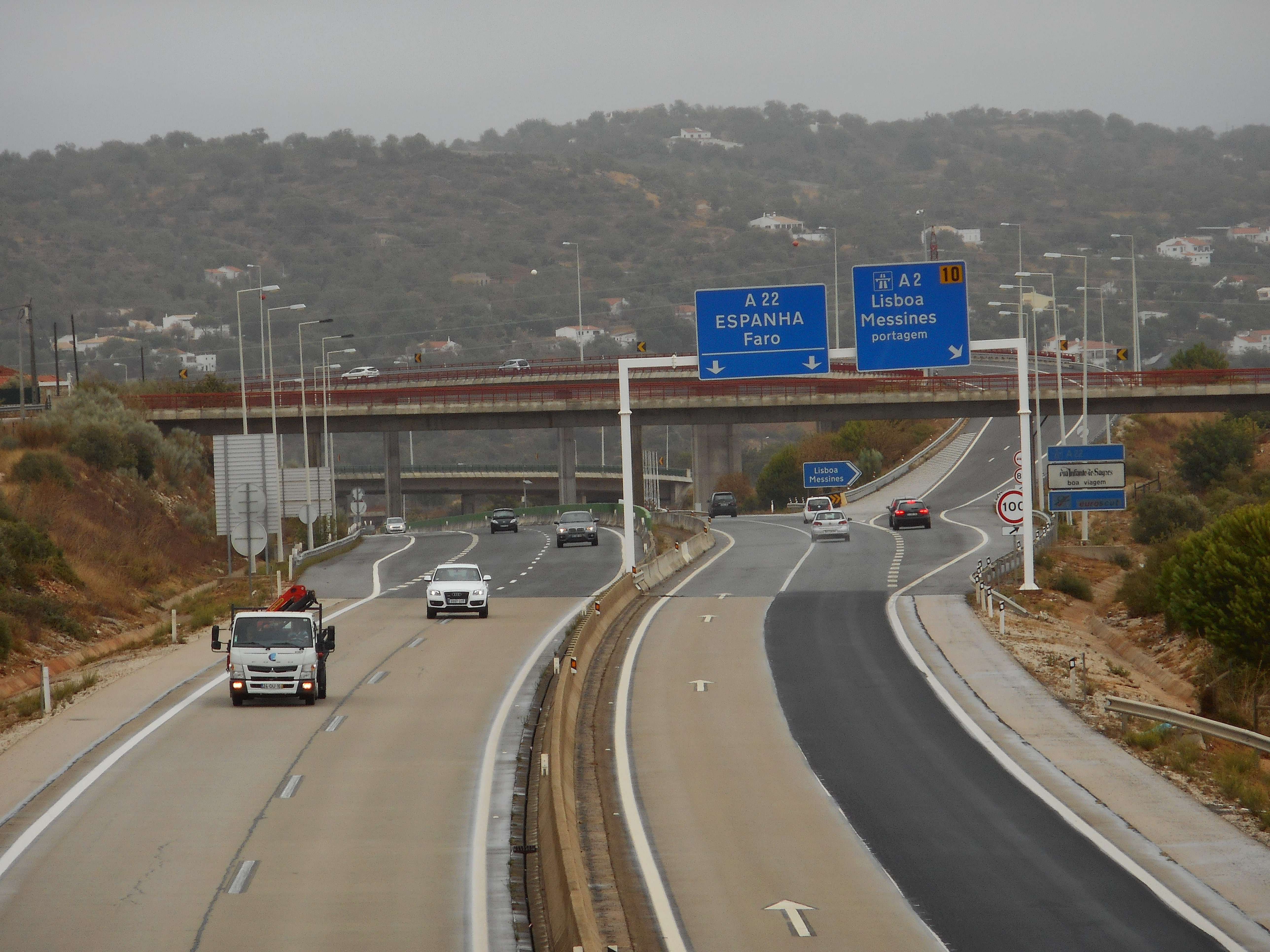
De A22

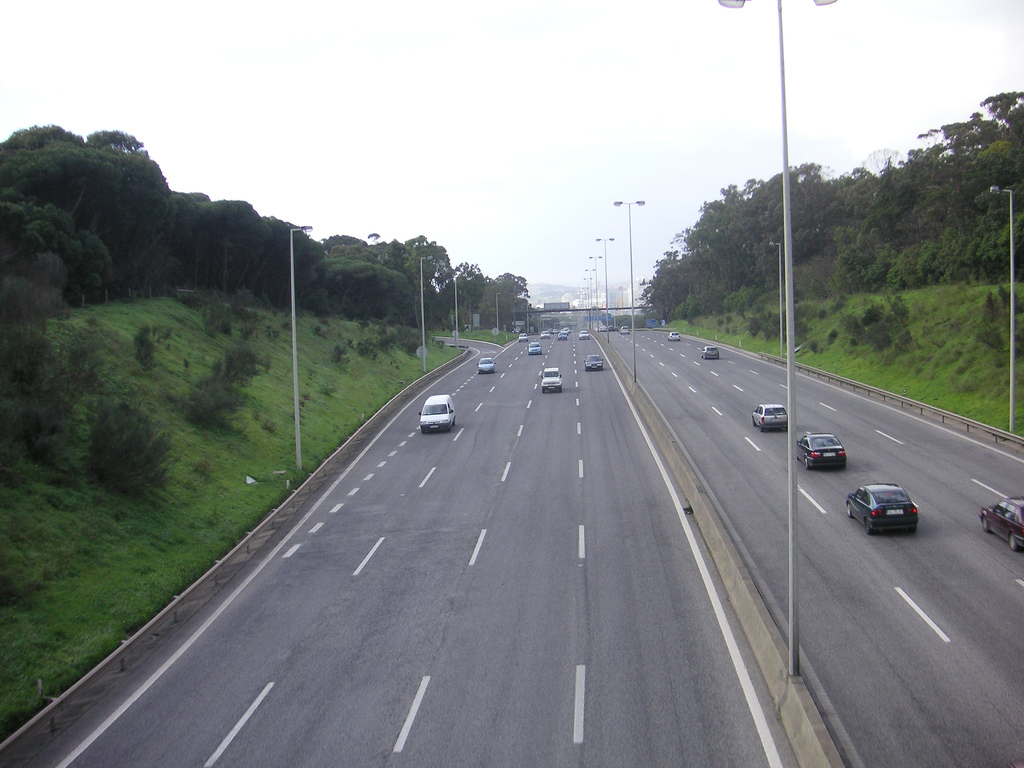
De A5

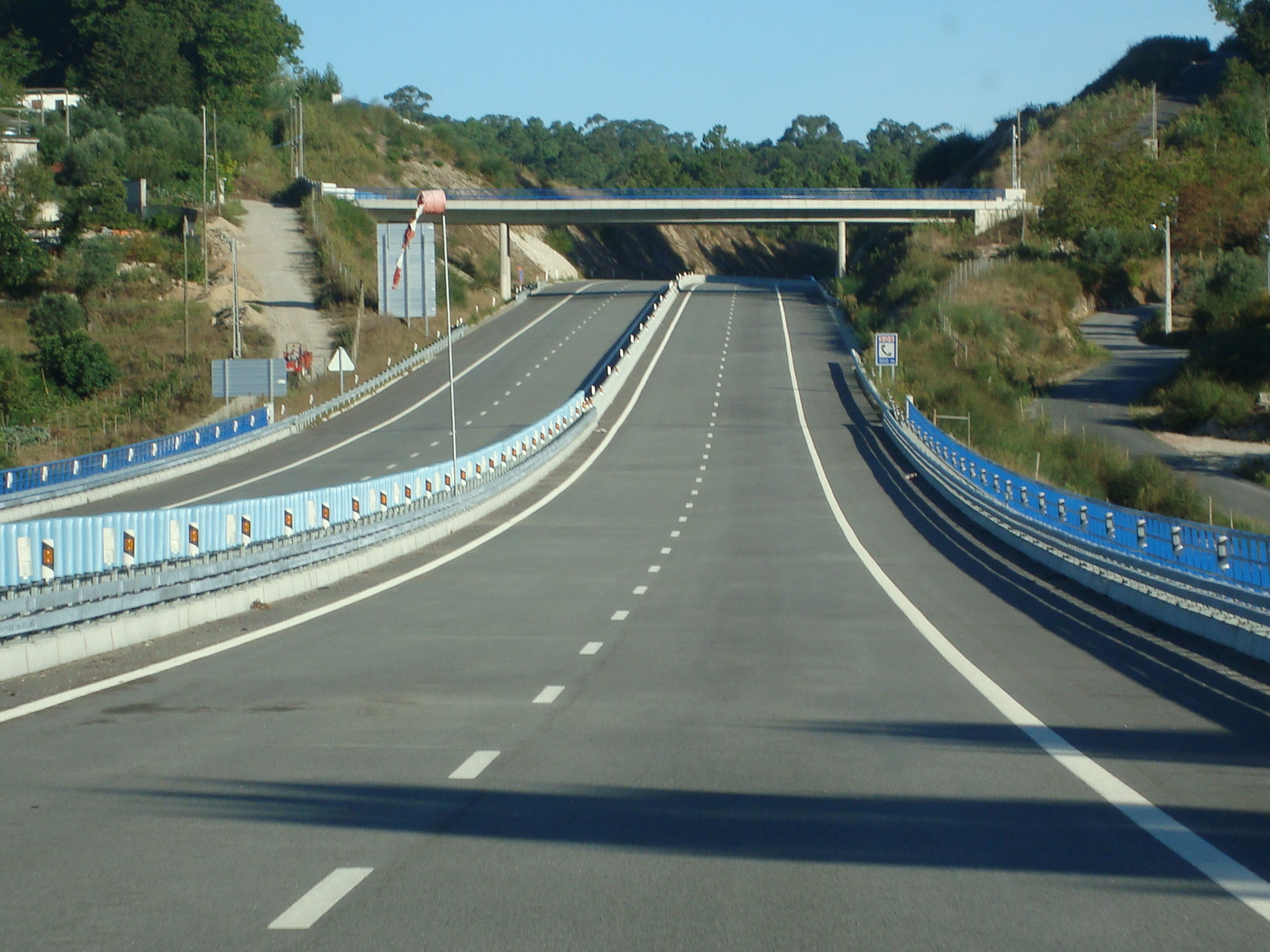
De A24

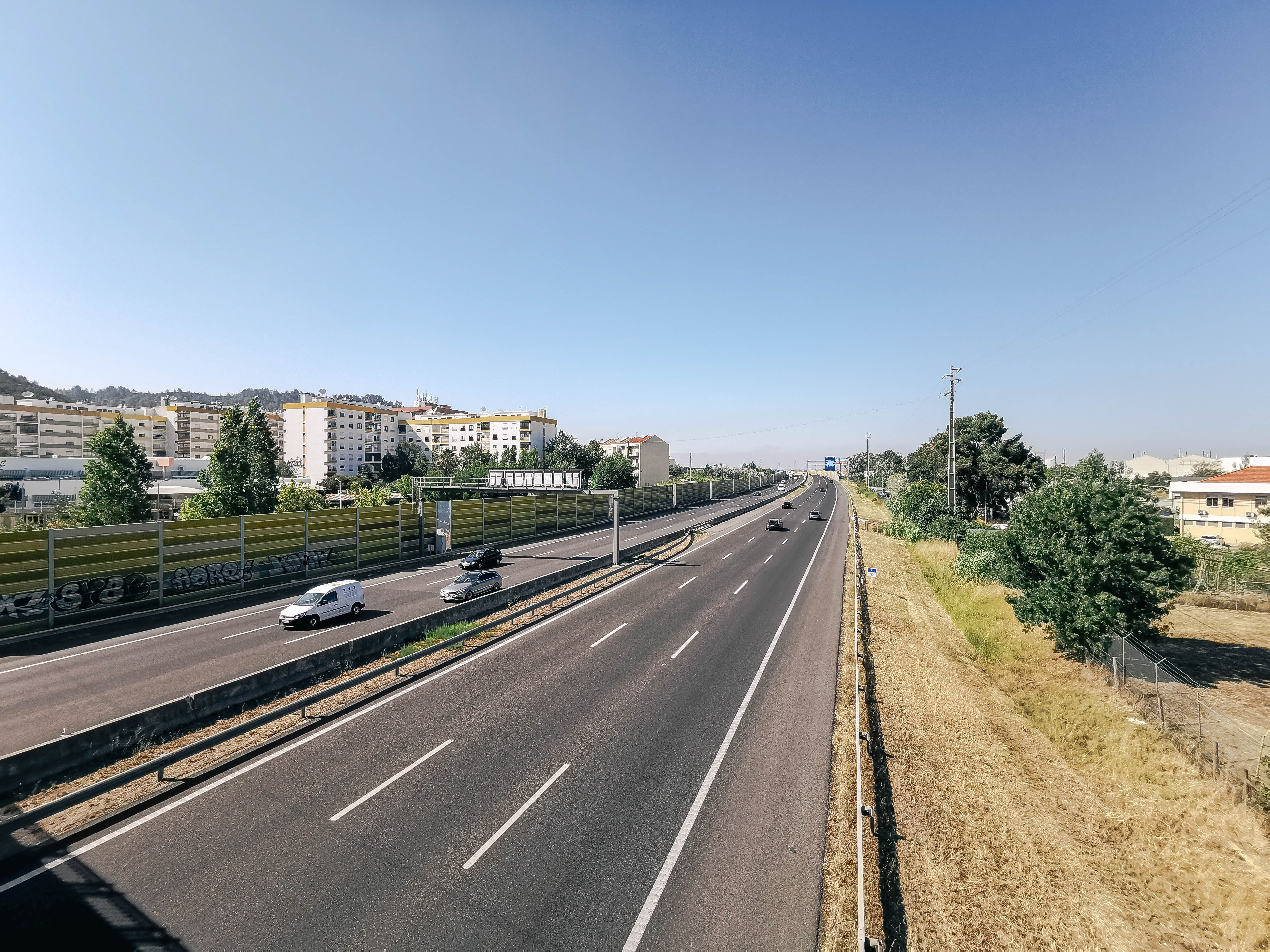
De A1

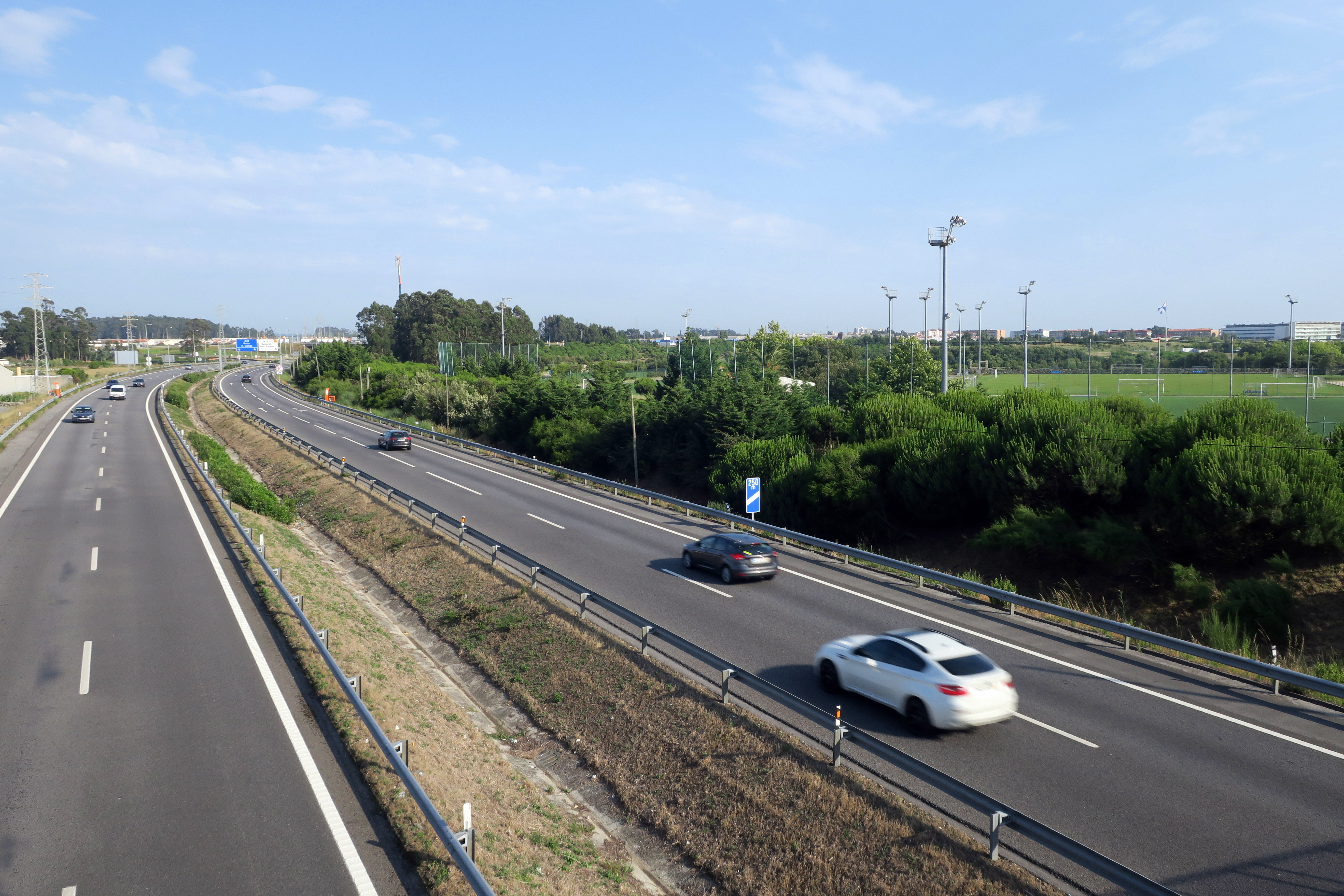
De A28

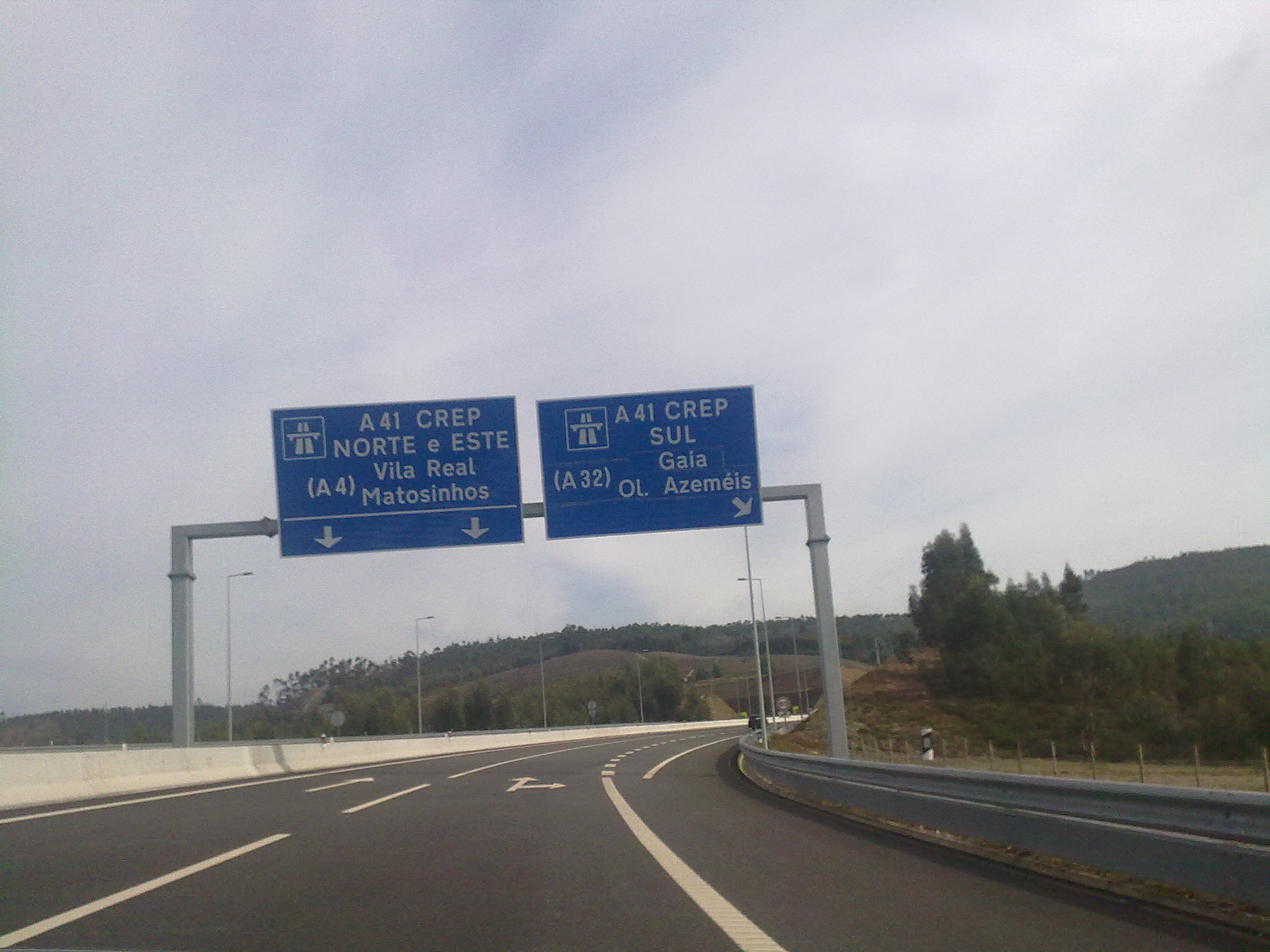
De A43

De autosnelwegen van Portugal vormen een belangrijk onderdeel van het wegennet van het land. De Portugese naam voor autosnelweg is auto-estrada.
Als er twee lengtes staan vermeld (bijvoorbeeld 63/203), dan is de weg nog in aanleg. Bij het voorbeeld is 63 kilometer van de 203 voltooid. Het gedeelte van de route dat nog niet aan is gelegd is cursief gedrukt.
Veel Portugese autosnelwegen zijn tolwegen (schaduwtol (SCUT) of gewone tol); sinds 1 januari 2025 echter verdween de tolheffing op de A4, A13, A15, A22, A23, A24, A25 en A28.
| Nummer | Naam                                                       | Route                                                                                         | Lengte     |
| ------ | ---------------------------------------------------------- | --------------------------------------------------------------------------------------------- | ---------- |
| A1     | Auto-estrada do Norte                                      | Lissabon - Santarém - Leiria - Coimbra - Aveiro - Porto                                       | 303 km     |
| A2     | Auto-estrada do Sul                                        | Lissabon - Marateca - Alcácer do Sal - Grândola - Ourique - Albufeira                         | 204 km     |
| A3     | Auto-estrada do Minho                                      | Porto - Famalicão - Braga - Ponte de Lima - Valença - Spanje                                  | 112 km     |
| A4     | Auto-estrada Transmontana                                  | Porto - Penafiel - Amarante - Vila Real - Mirandela - Bragança - Quintanilha - Spanje         | 63/203 km  |
| A5     | Auto-estrada do Estoril                                    | Lissabon - Oeiras - Cascais                                                                   | 25 km      |
| A6     | Auto-estrada do Alentejo                                   | Marateca - Évora - Estremoz - Elvas - Caia - Spanje                                           | 159 km     |
| A7     | Auto-estrada do Alvão                                      | Vila do Conde - Famalicão - Guimarães - Fafe - Vila Pouca de Aguiar                           | 100 km     |
| A8     | Auto-estrada do Oeste                                      | Lissabon - Caldas da Rainha - Leiria - A1                                                     | 132/138 km |
| A9     | Circular Regional Exterior de Lisboa (CREL)                | Quabrada - Queluz - Loures - Alverca do Ribatejo                                              | 35 km      |
| A10    | Auto-estrada do Ribatejo                                   | Bucelas - Arruda dos Vinhos - Carregado - Benavente                                           | 40 km      |
| A11    | Auto-estrada do Baixo Minho                                | Apúlia - Braga - Guimarães - Penafiel                                                         | 80 km      |
| A12    | Auto-estrada do Sul do Tejo                                | Lissabon - Ponte Vasco da Gama - Montijo - Setúbal                                            | 41 km      |
| A13    | Auto-estrada do Pinhal Interior                            | Marateca - Benavente - Salvaterra de Magos - Almeirim                                         | 78 km      |
| A13-1  | Radial de Coimbra                                          | verbinding tussen A1 en A13                                                                   | 9,4 km     |
| A14    | Auto-estrada do Baixo Mondego                              | Figueira da Foz - Montemor-o-Velho - Coimbra                                                  | 40 km      |
| A15    | Auto-estrada do Atlântico                                  | Óbidos - Rio Maior - Santarém - Almeirim                                                      | 51/55 km   |
| A16    | Circular Exterior da Área Metropolitana de Lisboa          | Lissabon - Pontinha - Sintra - Alcabideche                                                    | 27/28 km   |
| A17    | Auto-estrada do Litoral Centro                             | Marinha Grande - Figueira da Foz - Mira - Aveiro                                              | 100 km     |
| A18    | Radial da Grande Lisboa                                    | Torres Vedras - Carregado                                                                     | 0/27 km    |
| A19    | Variante da Batalha                                        | Porto de Mós - Azóia - Leiria                                                                 | 3/16 km    |
| A20    | Circular Regional Interior do Porto (CRIP)                 | Carvalhos - Ponte do Freixo - Nó de Francos                                                   | 17 km      |
| A21    | Auto-estrada de Mafra                                      | Venda do Pinheiro (A8) - Mafra - Ericeira                                                     | 21 km      |
| A22    | Auto-estrada do Infante de Sagres                          | Lagos - Portimão - Albufeira - Faro - Tavira - Castro Marim - Spanje                          | 133 km     |
| A23    | Auto-estrada da Beira Interior                             | Torres Novas - Abrantes - Castelo Branco - Covilhã - Guarda                                   | 217 km     |
| A24    | Auto-estrada do Interior Norte                             | Coimbra - Mealhada - Viseu - Peso da Régua - Vila Real - Chaves - Vila Verde da Raia - Spanje | 162/227 km |
| A25    | Auto-estrada das Beiras Litoral e Alta                     | Aveiro - Viseu - Guarda - Vilar Formoso - Spanje                                              | 197/199 km |
| A26    | Auto-estrada do Baixo Alentejo                             | Sines - Santiago do Cacém - Beja                                                              | 11/95 km   |
| A27    | Auto-estrada do Vale do Lima                               | Viana do Castelo - Ponte de Lima                                                              | 24 km      |
| A28    | Auto-estrada do Litoral Norte                              | Porto - Viana do Castelo - Caminha - Valença                                                  | 93/123 km  |
| A29    | Auto-estrada da Costa de Prata                             | Angeja - Ovar - Espinho - Vila Nova de Gaia                                                   | 53 km      |
| A30    |                                                            | Sacavém - Santa Iria de Azóia                                                                 | 10 km      |
| A31    | Variante a Coimbra                                         | Coimbra-Sur - Coimbra-Norte                                                                   | 5 km       |
| A32    | Auto-estrada do Douro Litoral                              | Oliveira de Azeméis - Vila Nova de Gaia                                                       | 0/35 km    |
| A33    | Circular Regional Interior da Península de Setúbal (CRIPS) | Funchalinho - Coina - Montijo - Luchthaven Portela - Canha                                    | 16/59 km   |
| A34    |                                                            | A1 - Pombal                                                                                   | 5 km       |
| A35    | Auto-estrada da Beira Alta                                 | Mira - Mealhada - Mortágua - Santa Comba Dão - Canas de Senhorim - Mangualde                  | 21/94 km   |
| A36    | Circular Regional Interior de Lisboa (CRIL)                | Algés - Odivelas - Sacavém                                                                    | 21 km      |
| A37    | Radial de Sintra                                           | Lissabon - Queluz - Sintra                                                                    | 16 km      |
| A38    | Via Rápida da Caparica                                     | Almada - Costa da Caparica                                                                    | 6 km       |
| A39    | Via Rápida do Barreiro                                     | Coina - Barreiro - Lissabon                                                                   | 7/23 km    |
| A40    | Radial de Odivelas                                         | Olival Basto - Odivelas - Montemor                                                            | 4 km       |
| A41    | Circular Regional Exterior do Porto (CREP)                 | Perafita - Maia - Aguiar de Sousa - Argoncilhe - Espinho                                      | 62 km      |
| A42    | Auto-estrada do Douro Litoral                              | Ermida - Paços de Ferreira - Lousada                                                          | 20 km      |
| A43    |                                                            | Porto - Gondomar - Aguiar de Sousa                                                            | 16 km      |
| A44    |                                                            | Gulpilhares - Vila Nova de Gaia - Oliveira do Douro                                           | 9 km       |
| A47    |                                                            | Maceda - Santa Maria da Feira - Mansores                                                      | 3/19 km    |
| A48    |                                                            | São João da Madeira - Ovar                                                                    | 0/13 km    |
| VRI    | Via Regional Interior                                      | Luchthaven Francisco Sá Carneiro - Custóias                                                   | 3 km       |

A1 · 
A2 · 
A3 · 
A4 · 
A5 · 
A6 · 
A7 · 
A8 · 
A9 · 
A10 · 
A11 · 
A12 · 
A13 ·
A13-1 · 
A14 · 
A15 · 
A16 · 
A17 · 
A18 · 
A19 · 
A20 · 
A21 · 
A22 · 
A23 · 
A24 · 
A25 · 
A26 · 
A27 · 
A28 · 
A29 · 
A30 · 
A31 · 
A32 · 
A33 · 
A34 · 
A35 · 
A36 · 
A37 · 
A38 · 
A39 · 
A40 · 
A41 · 
A42 · 
A43 · 
A44 · 
A47 · 
A48 · 
VRI
Autoestrada · 
Itinerário Principal · 
Itinerário Complementar · 
Estrada Nacional · 
Estrada Regional · 
Estrada Municipal